# المر فاد
المر فاد (به زبان انگلیسی: Elmer J. Fudd) یک شخصیت کارتونی در آثار انیمیشن کمپانی برادران وارنر است. او در مجموعه انیمیشن‌های لونی تونز و مری ملودی حضور دارد. او یک شکارچی و مخالف باگز بانی است. 
المر فاد مردی ساده‌لوح و کوچک‌اندام با سری شبیه به یک لامپ برق که درست در نقطهٔ مقابل باگز بانی قرار دارد. همه همیشه دوست دارند او را دست بیاندازند و مسخره کنند. المر فاد که صدایی بچه‌گانه و لرزان دارد، به نظر می‌رسد همیشه در حال گریه کردن است. او شکارچی‌ای است که اصلاً تاب و تحمل کشتن حیوانات را ندارد. اما معمولاً به خودش و سایر شخصیت‌های منفی اطرافش آسیب می‌رساند. او به روشی غیرمعمول صحبت می‌کند و حروف "ر" و "ل" را با "و" جایگزین می‌کند ، بنابراین همیشه از باگز بانی به‌عنوان "وَبیت اِسکوی" یاد می‌کند. جملهٔ معروف او این است: «شششش. ساکت باشید، من در حال شکار خرگوش هستم».